# واودلنی
واودلنی (به فرانسوی: Vaudelnay) یک کمون در فرانسه است که در Canton of Montreuil-Bellay واقع شده‌است.

## خصوصیات
واودلنی ۲۵٫۴۸ کیلومترمربع مساحت و ۱٬۰۵۸ نفر جمعیت دارد و ۶۴ متر بالاتر از سطح دریا واقع شده‌است.